# Lin Shidong
Lin Shidong ( em chinês:  {{{1}}} ; nascido em 18 de abril de 2005) é um jogador de tênis de mesa chinês e o número 1 do mundo desde fevereiro de 2025.  